# Sumpfviper
Die Sumpfviper (Proatheris superciliaris, Syn.: Atheris superciliaris) ist die einzige Art der monotypischen Gattung der Afrikanischen Sumpfvipern (Proatheris). Das Verbreitungsgebiet dieser sehr kleinen Viper ist auf Teile der ostafrikanischen Staaten Tansania, Malawi und Mosambik beschränkt.

## Merkmale
Die Sumpfviper wird durchschnittlich zwischen 40 und 50 Zentimeter lang und erreicht eine maximale Körperlänge um 60 Zentimetern, wobei die Weibchen etwas größer als die Männchen sind. Der Körper ist robust, im Gegensatz zu den Puffottern allerdings eher lang gestreckt ausgebildet. Der Schwanz ist relativ kurz und macht bei den Männchen etwa 20 Prozent, bei den Weibchen nur etwa 15 Prozent der Gesamtlänge aus. Das Körpergewicht liegt bei den Männchen um 70, bei den Weibchen um 100 Gramm. Jungschlangen sind nur etwa 15 Zentimeter lang und wiegen etwa 3 Gramm.
Die Schlange ist dunkelbraun bis -grau gefärbt mit einer Reihe von 29 bis 39 dunklen Flecken entlang des Rückens, die beidseitig der Mittellinie eine hellere, gelblich-weiße Strichzeichnung tragen, die sich in den Bereichen zwischen den Flecken in jeweils einem Paar hellbrauner Flecken fortsetzen. An den Flanken sind zudem weitere kleinere dunkle Flecken vorhanden. Die Bauchseite ist graubraun mit kleineren Flecken, die Subcaudalen sind gelb bis hellorange gefärbt. Der Kopf trägt die gleiche Grundfarbe wie der Körper und ist mit einer artcharakteristischen dunklen Stirnzeichnung, einem dunklen Augenband und einer ebenfalls dunklen Schnauzenspitze ausgestattet.
Der dreieckige und breite Kopf ist vom Körper deutlich abgesetzt und im Vergleich zu anderen Arten etwas verlängert. Auf der Stirn ist er abgeflacht, die Scheitelregion ist leicht bedornt und die Schnauzenspitze gerundet. Die Nasenöffnungen sitzen zwischen zwei Nasalia an der Kopfseite. Die vordere Nasalschuppe liegt dem breiten, von oben sichtbaren Rostrale an, beide sind vom ersten Oberlippenschild (Supralabiale) durch eine bis vier Reihen kleiner Schuppen getrennt. Die Augen sind mittelgroß und liegen seitlich am Kopf, der Abstand zwischen der Mundöffnung und dem Auge beträgt etwa einen Augendurchmesser, die Pupille ist senkrecht und elliptisch ausgebildet. Große Kopfschilde fehlen mit Ausnahme der lang ausgebildeten Überaugenschilde (Supraocularia), stattdessen ist der Kopf mit vielen kleinen Schuppen bedeckt. Oberhalb der Mundöffnung befinden sich acht bis neun, selten zehn oder elf, Oberlippenschilde, wobei das dritte oder selten das vierte mit drei bis vier Sublabialia in Kontakt steht. Alle Schuppen und Schilde mit Ausnahme der kleinen Schuppen auf der Kopfoberseite sind glatt, letztere haben einen schräg angelegten Kiel auf der Oberfläche.
Der Körper besitzt an seiner dicksten Stelle 27 bis 29 dorsale Schuppenreihen, die durch Verschmelzung bis zum Bereich der Kloake auf 17 bis 19 Reihen abnehmen. Die Schuppen sind mit Ausnahme der äußersten sehr stark gekielt. Die Bauchseite ist von 131 bis 159 Bauchschuppen (Ventralia) besetzt. Die Analschuppe ist ungeteilt, ihr schließen sich 32 bis 45 Schuppenpaare der Schwanzunterseite (Subcaudalia) an, wobei die letzten 5 Paare verschmolzen sein können.

## Verbreitung und Lebensraum
Die Sumpfviper ist in Ostafrika anzutreffen. Im Zentrum des Verbreitungsgebietes liegt der östliche Teil des Sambesi und der Luangwa und es zieht sich zum Küstenflachland Mosambiks und zum Shire Valley bis zum Chilwa- und Malawisee. Die südlichsten Fundorte stammen aus Zentral-Mosambik nahe der Stadt Beira, von dort zieht sich das Verbreitungsgebiet über das Flachland des Landes bis nach Quissanga und durch Malawi bis zu den nördlichsten Fundorten in den Überschwemmungsgebieten im Tansania am Nordende des Malawisees. Die Erstbeschreibung der Art erfolgte an einem Exemplar aus Mosambik, als Terra typica wird Terra Querimba, das Festland gegenüber der Ilha Querimba angegeben.
Die Art ist nur in Gebieten mit feuchtem bis nassen Boden zu finden, vornehmlich in Flachlandsümpfen, Überschwemmungsflächen und im Gras- und Weideland. Dabei sind sie abhängig von der Verbreitung ihrer Beutetiere, deren Bauten sie im Regelfall auch als Quartier wählen. Oft werden die Tiere auf Weiden angetroffen, die von der lokalen Bevölkerung durch Brandrodung nutzbar gemacht wurde. Auf sandigen und trockenen Böden sind die Schlangen dagegen nicht anzutreffen.

## Systematik und Forschungsgeschichte
Die Sumpfviper wurde erstmals 1855 von Wilhelm Peters wissenschaftlich beschrieben und der damals einzigen Viperngattung Vipera zugeordnet. 1961 erfolgte eine Zuordnung zu den bodenlebenden Puffottern in die Gattung Bitis, 1965 aufgrund verschiedener Schädelmerkmale und eines teilweise als Greifschwanz ausgebildeten Hinterendes in die Busch- oder Baumvipern (Atheris). Bei einer Revision der Gattung Atheris wurde die Schlange aufgrund ihrer morphologischen und immunologischen Unterschiede der Plasma-Albumine zu den anderen Atheris-Arten als einzige Art in die heutige Gattung Proatheris eingeordnet, die gemeinsam mit der ebenfalls monotypischen Gattung Montatheris durch Donald G. Broadly eingeführt wurde.
Innerhalb der Echten Vipern (Viperinae) wird die Sumpfviper mit den Buschvipern (Atheris), der Ostafrikanischen Bergotter (Montatheris hindii) als einziger Art der Gattung Montatheris sowie der Uzungwe-Viper (Adenorhinos barbouri) als einziger Art der Gattung Adenorhinos zu einem monophyletischen Taxon Atherini zusammengefasst. Dabei stellt die Sumpfviper wahrscheinlich als ursprünglichste Art die Schwesterart aller anderen Atherini dar, die genaue phylogenetische Stellung der Ostafrikanische Bergotter ist allerdings unbekannt und die Uzungwe-Viper ist nach dem DNA-Befund von Lenk et al. 2001 trotz morphologischer Unterschiede die Schwesterart der Usambara-Buschviper (Atheris ceratophora) innerhalb der Buschvipern. Die Buschvipern stellen entsprechend in Bezug auf diese 1965 ausgegliederte Uzungwe-Viper kein natürliches Taxon dar, die Schlange wird entsprechend bei einer erneuten Revision wieder in die Atheris eingeordnet werden.

## Gift
Über das Gift der Sumpfviper ist nur sehr wenig bekannt. Eine Untersuchung der Zusammensetzung wurde bislang nicht durchgeführt und es gibt nur wenige Fallstudien. In einem der Fälle wurde ein 24-jähriger Mann von einer etwa 20 Zentimeter langen, im Terrarium geborenen Jungschlange in den Zeigefinger gebissen, wobei nur ein Giftzahn in den Finger eindrang. In der Folge traten starke Schmerzen und eine deutliche blau-schwarze Bulla an der Bissstelle auf. Diese bildete sich nach etwa acht Tagen zurück und hinterließen keine sichtbare Wunde. Ein zweiter Fall fiel deutlich schwerwiegender aus und zeigte auch die für die Baumvipern typischen hämolytischen Effekte, die zu einem Ausfall der Leber- und Nierenfunktion führten. Der Patient überlebte aufgrund einer eingeleiteten Plasmapherese.

## Etymologie
Der Artname superciliaris leitet sich von den sehr großen und auffälligen  Überaugenschilden (Supraocularia) der Schlange ab. Super- ist die lateinische Vorsilbe für „über-“ und cilium das „Augenlid“. Der Gattungsname setzt sich zusammen aus dem Namen der Gattung Atheris und der lateinischen Vorsilbe pro-, bedeutet also „Vor-Atheris“ und nimmt Bezug auf die potentielle Position der Schlange im Stammbaum an der Basis der Baumvipern.

### Zitierte Quellen
Die Informationen dieses Artikels entstammen zum größten Teil den unter Literatur angegebenen Quellen, darüber hinaus werden folgende Quellen verwendet und zitiert:
1. ↑  H.-W. Herrmann, U. Joger: Evolution of viperine snakes. Symp zool. Soc. London 70, 1997; Seiten 43–61
2. ↑  Proatheris superciliaris im Integrated Taxonomic Information System (ITIS)
3. ↑  D. G. Broadley: A review of the tribe Atherini (Serpentes: Viperidea), with the descriptions of two new genera. im  African Journal of Herpetology 45, 1996; Seiten 40–48
4. ↑  Lenk, P., S. Kalayabina, M. Wink & U. Joger (2001) Evolutionary relationships among the true vipers (Reptilia: Viperidae) inferred from mitochondrial DNA sequences. Molecular Phylogenetics and Evolution 19: 94-104. (Volltext-PDF)
5. ↑  R. Els: Atheris superciliaris envenomation. Journal of the Herpetological Association Africa 34, 1988; nach Mallow et al. 2003
6. ↑  Venom in The World of Atheris (Memento vom 7. Juni 2008 im Internet Archive)